# Antonio Russi
Antonio Russi (Napoli, 1916 – Pisa, 29 aprile 2005) è stato un critico letterario italiano, docente di estetica alla Scuola Normale Superiore di Pisa.

## Biografia
Figura di primo piano nella storia della critica letteraria italiana, si trasferisce negli Stati Uniti nel secondo dopoguerra per insegnare nell'Università di Princeton e in quella dell'Indiana. Rientrato in Italia ottiene la cattedra di estetica all'Università di Pisa, che tiene fino al 1992. Alla Scuola Normale Superiore insegnò, come professore incaricato, Letterature moderne e contemporanee. Nel 1946 aveva diretto la rivista La strada: poesia italiana d'oggi, un bimestrale che cessò le pubblicazioni dopo il terzo numero nel 1947.

## Opere principali
- La realtà dell'arte e l'esperienza sensibile: saggio per una estetica della memoria, Pisa, F. Vallerini, 1954
- Poesia e realtà, Firenze, La nuova Italia, 1962
- Decadentismo e crepuscolo, Milano, Mursia, 1966
- Avanguardia e/o rivoluzione: sette anni di letteratura: 1967-1974, Pisa, ETS, 1974
- Il Cratilo e la natura del linguaggio, Pisa, Nistri-Lischi, 1979